# Диффузия в плазме
Диффу́зия в пла́зме — комплекс явлений, заключающихся в самопроизвольном направленном движении частиц плазмы при наличии неоднородного распределения их концентрации. Является частным случаем явлений переноса в плазме.

## Общие положения
Диффузия частиц в плазме характеризуется так называемым коэффициентом диффузии {\displaystyle D} — коэффициентом пропорциональности между потоком частиц (произведением концентрации частиц на их среднюю скорость направленного движения) через единичную площадку в единицу времени и градиентом концентрации частиц в направлении, перпендикулярном выбранной площадке:
{\displaystyle \Gamma =-D{\frac {\partial n}{\partial x}}}

## Амбиполярная диффузия
Если плазма изотропна и слабо ионизирована, электроны в силу их более высокой подвижности диффундируют быстрее, чем ионы, в результате чего возникает квазистатическое электрическое поле разделения зарядов, которое приводит к снижению скорости диффузии электронов и увеличению скорости диффузии ионов, так что их скорости диффузии сравниваются. Этот процесс диффузии, при котором сохраняется квазинейтральность плазмы, носит название амбиполярной диффузии. Коэффициент амбиполярной диффузии имеет вид:
{\displaystyle D_{A}={\frac {2}{3}}{\frac {v_{Ti}^{2}}{\nu _{im}}}}
где {\displaystyle v_{Ti}} — тепловая скорость ионов, {\displaystyle \nu _{im}} — частота столкновений ионов с нейтральными частицами.

## Диффузия поперёк магнитного поля
В нейтральном газе и слабоионизированной изотропной плазме препятствием на пути диффузии являются столкновения частиц между собой. В магнитоактивной плазме столкновения в некоторых случаях могут способствовать ускоренной диффузии. Внешнее магнитное поле ограничивает движение заряженных частиц в поперечном направлении, заставляя их двигаться по винтовым траекториям. В этом случае наличие столкновений — единственная возможность для частиц сместится поперёк магнитного поля. При наличии поперечного градиента концентрации наблюдается диффузия с коэффициентом диффузии равным
{\displaystyle D_{\perp }={\frac {1}{3}}{\frac {v_{Te}^{2}\nu _{em}}{\omega _{ce}^{2}}}}
где {\displaystyle \omega _{ce}} — электронная циклотронная частота, {\displaystyle v_{Te}} — тепловая скорость электронов, {\displaystyle \nu _{em}} — частота столкновений электронов с нейтральными атомами. Поскольку циклотронная частота пропорциональная величине магнитного поля B, коэффициент диффузии обратно пропорционален квадрату магнитной индукции. Однако в экспериментах наблюдается более слабое спадание скорости диффузии при увеличении магнитного поля. Диффузия, скорость которой обратно пропорциональна первой степени магнитной индукции, называется бомовской. Её коэффициент диффузии приблизительно равен
{\displaystyle D_{B}={\frac {cT_{e}}{16eB}}}
где c, e — скорость света и элементарный заряд соответственно. Это выражение было получено в 1949 году Дэвидом Бомом из эмпирических данных. Бомвская диффузия связана с развитием в плазме дрейфово-диссипативной неустойчивости и, как следствие, турбулизацией плазмы.